# Broadcom Inc.
Broadcom Inc. — американская компания по разработке полупроводниковой продукции и программного обеспечения со штаб-квартирой в Пало-Алто (Калифорния, США). На счету компании более 15 400 патентов.

## История
Broadcom является продуктом слияния нескольких компаний. Основной предшественник был основан в 1961 году как подразделение компании Hewlett-Packard. В 1999 года это подразделение было выделено в самостоятельную компанию Agilent Technologies. В 2005 года Agilent продала своё полупроводниковое подразделение инвестиционным группам Kohlberg Kravis Roberts и Silver Lake, оставив себе подразделение контрольно-измерительного оборудования. Проданное подразделение получило название Avago Technologies; в августе 2009 года, после размещения акций на бирже Nasdaq, Avago стала самостоятельной компанией.
В 2013 году Avago приобрела компанию LSI Corporation за $6,6 млрд.
В 2014 году компания Seagate Technology за $450 млн приобрела у компании Avago Technologies подразделения Accelerated Solutions Division и Flash Components Division, которые являлись бывшими активами LSI Corp. Чуть позже компания Avago за $650 млн продала корпорации Intel подразделение Axxia Networking Business, занимающееся разработкой сетевых и инфраструктурных решений для беспроводных сетей, ранее также бывшее составной частью компании LSI.
В этом же 2014 году компания Avago за $309 млн приобрела компанию PLX Technology, с которой имела многолетний опыт сотрудничества.
В феврале 2015 года Avago объявила о приобретении за $606 млн компании Emulex.
В мае 2015 года компания Avago Technologies объявила о приобретении компании Broadcom Corporation. После завершения сделки в начале 2016 года новое объединённое предприятие стало носить имя Broadcom Limited (зарегистрированное в Сингапуре), став седьмым по величине производителем полупроводников с годовым оборотом около $15 млрд. Президент и гендиректор Avago Хок Тан (Hock Tan) стал руководить новым предприятием, а сооснователь и глава Broadcom Corp. по технологиям Генри Самуэли стал главой по технологиям объединённой компании.
В ноябре 2017 года за 5,5 млрд долларов была куплена калифорнийская компания Brocade Communications Systems. Условием одобрения сделки регуляторами рынка была смена регистрации с Сингапура на США, поэтому в 2018 году Broadcom Limited была преобразована в Broadcom Inc. со штаб-квартирой в Сан-Хосе, США.
В июле 2018 года корпорация Broadcom за 18,9 млрд долл. купила компанию CA Technologies.
В ноябре 2019 года корпорация Broadcom за 10,7 млрд долл. купила корпоративное подразделение Enterprise Security компании Symantec, занимающееся разработкой программных продуктов для защиты корпоративных данных, сетей и систем, а также и сам бренд Symantec.
А в январе 2020 года корпорация Broadcom уже продала подразделения Symantec Cyber Security Services (CSS) компании Accenture — часть ИБ-бизнеса Symantec в рамках которого крупным компаниям оказываются услуги по защите от киберугроз.
В ноябре 2023 года Broadcom завершила поглощение разработчика программного обеспечения VMware в сделке стоимостью 69 млрд долларов. После завершения сделки штаб-квартира Broadcom была перенесена из Сан-Хосе в Пало-Алто.

## Собственники и руководство
Акции компании котируются на бирже Nasdaq. Крупнейшими держателями акций по состоянию на конец 2023 года были Capital Group Companies (14,67 %), The Vanguard Group (11,94 %), BlackRock (10,45 %), Silver Lake Group (8,99 %), State Street Global Advisors (4,71 %), Dodge & Cox (4,22 %), Geode Capital Management (2,47 %), Bank of America (1,93 %), Morgan Stanley (1,61 %).
- Генри Самуэли (Henry Samueli, род. 20 сентября 1954 года) — председатель совета директоров, сооснователь Broadcom Corporation. С капиталом 13,5 млрд долларов в 2023 году занимал 72-е место среди самых богатых американцев (список Forbes 400) и 282-е место в мире. Обладатель 75 патентов и премии Маркони. Владелец хоккейного клуба «Анахайм Дакс»[20].
- Тань Хок (Tan Hock Eng, род. в 1952 году в Малайзии) — президент и генеральный директор (CEO) с 2005 года.

## Деятельность
Выручка за 2022/23 финансовый год составила 35,8 млрд долларов, основными рынками были КНР (32 % выручки), США (19 %) и Сингапур (13 %). Крупнейшим клиентом является Apple (около 20 % выручки).
У компании есть собственные производственные мощности в США и Сингапуре, однако основная часть продукции изготавливается контрактными производителями; крупнейший производитель микросхем — тайваньская компания TSMC (90 % чипов), сборку техники осуществляют Advanced Semiconductor Engineering, Foxconn, Amkor Technology и Siliconware Precision Industries. Основной склад находится в Малайзии, научно-исследовательские центры — в Калифорнии, Израиле, Индии и Чехии.
По итогам 2019 года компания стала пятым по выручке мировым производителем микроэлектронных компонентов с долей 3,7 %.
В 2023 году Broadcom заняла 134-е место в списке крупнейших публичных компаний мира Forbes Global 2000. 
Подразделения по состоянию на 2023 год:
- Semiconductor solutions — разработка и производство различных типов микросхем, включая системы на кристалле для дата-центров, базовых станций операторов связи, систем автоматизации производства, смартфонов, точек доступа, декодеров, а также контроллеров жёстких дисков и твердотельных накопителей, светодиодов, лазеров и дисплеев, систем беспроводной зарядки; 79 % выручки;
- Infrastructure software — разработка программного обеспечения для мейнфреймов, серверов, систем автоматизации производства и портативной электроники; 21 % выручки.